# Americhelidium shoemakeri
Americhelidium shoemakeri är en kräftdjursart som först beskrevs av Mills 1962.  Americhelidium shoemakeri ingår i släktet Americhelidium och familjen Oedicerotidae. Inga underarter finns listade i Catalogue of Life.